# Souillé
Souillé est une commune de France, située dans le département de la Sarthe dans la région Pays de la Loire, peuplée de 822 habitants (les Souilléens).
Souillé adhère à la communauté de communes Maine Cœur de Sarthe créée au 1er janvier 2017.
La commune fait partie de la province historique du Maine, et se situe dans le Haut-Maine (Maine roux).

## Géographie
Commune située dans le département de la Sarthe.

### Communes limitrophes
|           | Sainte-Jamme-sur-Sarthe | Montbizot   |
| La Bazoge | Souillé                 | La Guierche |
|           | La Bazoge               |             |

### Climat
Pour des articles plus généraux, voir Climat des Pays de la Loire et Climat de la Sarthe.
En 2010, le climat de la commune est de type climat océanique dégradé des plaines du Centre et du Nord, selon une étude du CNRS s'appuyant sur une série de données couvrant la période 1971-2000. En 2020, Météo-France publie une typologie des climats de la France métropolitaine dans laquelle la commune est dans une zone de transition entre le climat océanique et le climat océanique altéré et est dans la région climatique  Moyenne vallée de la Loire, caractérisée par une bonne insolation (1 850 h/an) et un été peu pluvieux. 
Pour la période 1971-2000, la température annuelle moyenne est de 11,2 °C, avec une amplitude thermique annuelle de 14 °C. Le cumul annuel moyen de précipitations est de 699 mm, avec 11,7 jours de précipitations en janvier et 7,1 jours en juillet. Pour la période 1991-2020, la température moyenne annuelle observée sur la station météorologique de Météo-France la plus proche, sur la commune du Mans à 13 km à vol d'oiseau, est de 12,4 °C et le cumul annuel moyen de précipitations est de 693,4 mm,. Pour l'avenir, les paramètres climatiques de la commune estimés pour 2050 selon différents scénarios d'émission de gaz à effet de serre sont consultables sur un site dédié publié par Météo-France en novembre 2022.

## Urbanisme

### Typologie
Au 1er janvier 2024, Souillé est catégorisée commune rurale à habitat dispersé, selon la nouvelle grille communale de densité à sept niveaux définie par l'Insee en 2022.
Elle est située hors unité urbaine. Par ailleurs la commune fait partie de l'aire d'attraction du Mans, dont elle est une commune de la couronne,. Cette aire, qui regroupe 144 communes, est catégorisée dans les aires de 200 000 à moins de 700 000 habitants,.

### Occupation des sols
L'occupation des sols de la commune, telle qu'elle ressort de la base de données européenne d’occupation biophysique des sols Corine Land Cover (CLC), est marquée par l'importance des territoires agricoles (94,5 % en 2018), en diminution par rapport à 1990 (100 %). La répartition détaillée en 2018 est la suivante : 
terres arables (63,7 %), prairies (19,8 %), zones agricoles hétérogènes (11,1 %), zones urbanisées (5,5 %). L'évolution de l’occupation des sols de la commune et de ses infrastructures peut être observée sur les différentes représentations cartographiques du territoire : la carte de Cassini (XVIIIe siècle), la carte d'état-major (1820-1866) et les cartes ou photos aériennes de l'IGN pour la période actuelle (1950 à aujourd'hui).

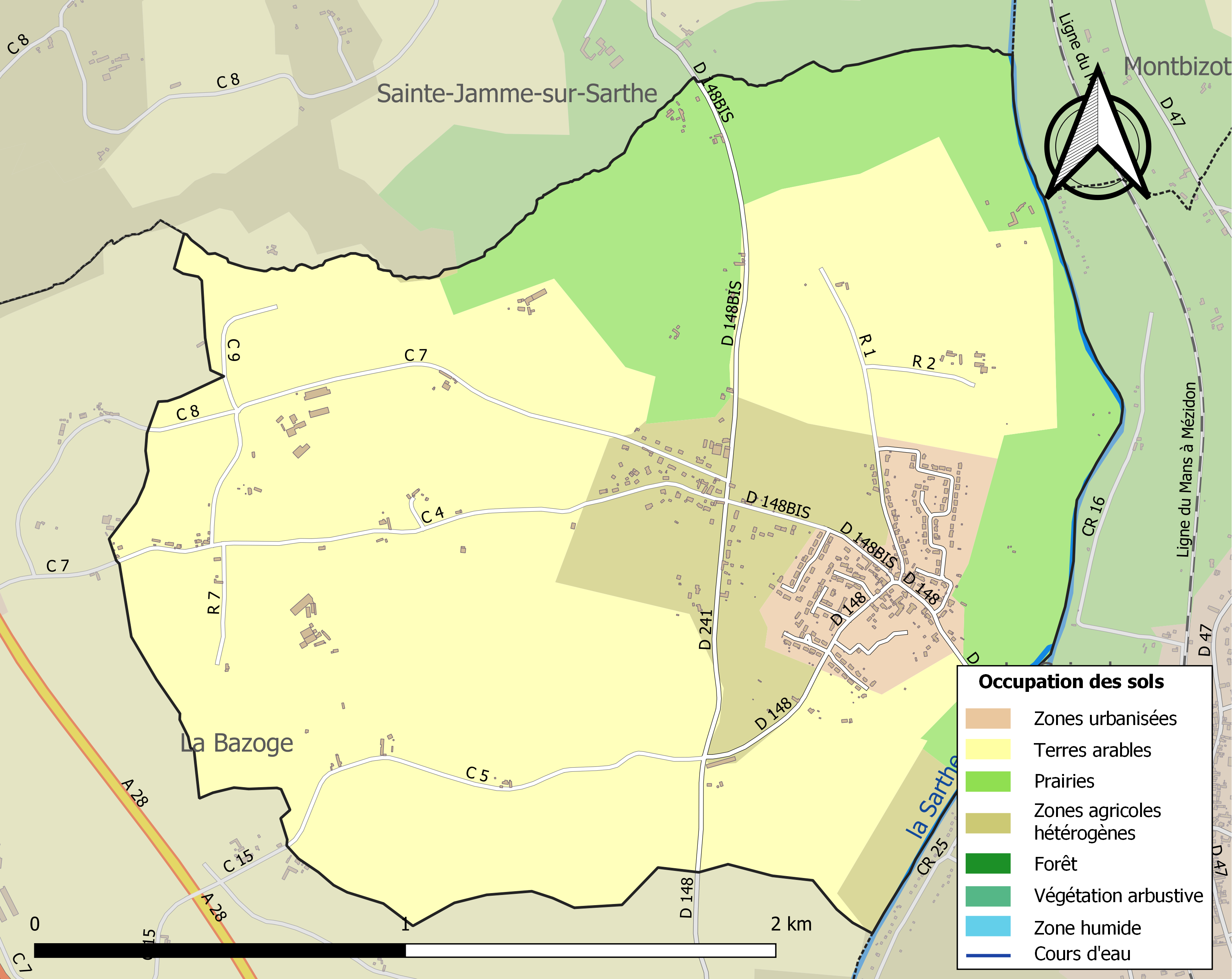
Carte des infrastructures et de l'occupation des sols de la commune en 2018 (CLC).

## Histoire
Dès la Préhistoire, la présence d'activité de forge est attestée (Les Landes). L'installation du village d'origine date du Ve siècle, sous le vocable de Saint Martin. Un atelier monétaire est implanté à l'époque mérovingienne. Le pouvoir féodal est exercé par le châtelain de la Guierche, dont le château se situait au bord de la Sarthe, près du passage à gué.
Au XIe siècle, Herbert de La Guierche fait don de l'église et du village ancien aux religieux bénédictins de l'abbaye Saint-Martin de Sées, dans l'Orne.
Au XVe siècle le domaine est affermé. L'étendue des terres cultivables augmente après la vente des landes royales achevées vers 1571.L'activité de Souillé demeure essentiellement agricole jusqu'à la fin du XXe siècle. Souillé fut l'une des principales communes productrices de chanvre dans le canton de Ballon. À ce titre, on compte encore aujourd'hui neuf fours à chanvre dont cinq restaurés ces dernières années.

## Politique et administration

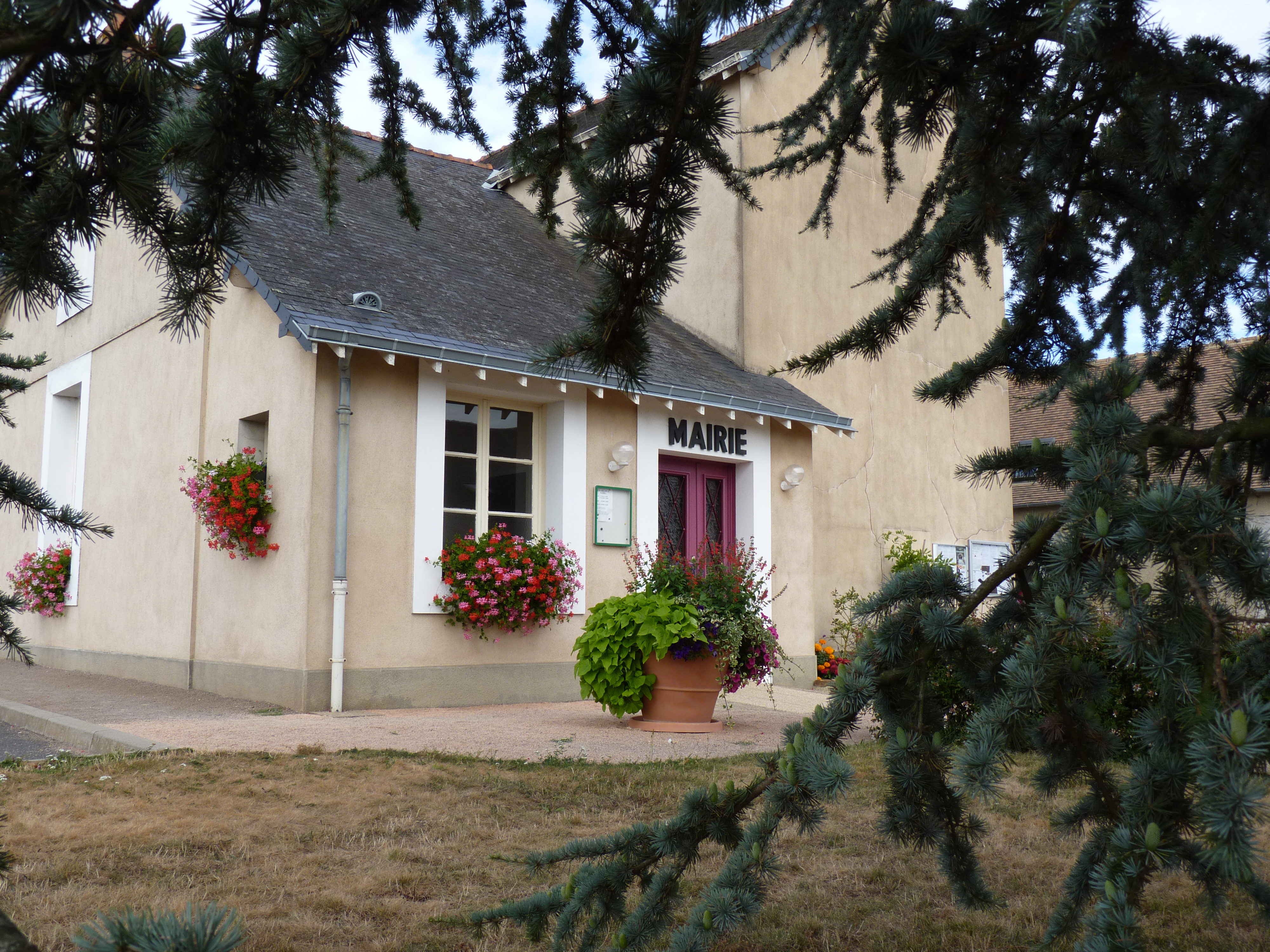
La mairie.

| Période                                  | Période      | Identité           | Étiquette | Qualité                           |
| ---------------------------------------- | ------------ | ------------------ | --------- | --------------------------------- |
| 1898                                     |              | M. Chéreau         |           |                                   |
| 1925                                     | 1950         | Ernest Hervé       | -         |                                   |
| 1959                                     |              | M. Bodereau        |           |                                   |
| 1971                                     | 1987         | René Champroux     |           |                                   |
| 1987                                     | mars 2008    | Guy Papin          | PS        | -                                 |
| mars 2008                                | mai 2011     | Michel Fourreaux   | SE        | -                                 |
| juin 2011                                | juillet 2020 | Michel Lebreton    |           | Retraité de l'Éducation nationale |
| juillet 2020                             | En cours     | Catherine Chaligné | SE        | Formatrice CFA                    |
| Les données manquantes sont à compléter. |              |                    |           |                                   |

### Enseignement
La commune de Souillé possède une école primaire, l'école Jean-Philippe-Chabot, rue des Ponts, composée de trois classes. Avec l'école Robert-Doisneau de La Guierche, les deux écoles forment un regroupement pédagogique intercommunal (RPI).
Un SIVOS (syndicat intercommunal à vocation scolaire) mutualise les moyens des deux communes pour assurer :
- l'accueil et l'encadrement des enfants hors temps scolaire ;
- la gestion, l'entretien et la sécurité des bâtiments, des équipements et la gestion du personnel.

Le collège du secteur est le collège Jean-Rostand situé à Sainte-Jamme-sur-Sarthe. Les collégiens poursuivent généralement leurs études dans les lycées du Mans.

## Démographie
L'évolution du nombre d'habitants est connue à travers les recensements de la population effectués dans la commune depuis 1793. Pour les communes de moins de 10 000 habitants, une enquête de recensement portant sur toute la population est réalisée tous les cinq ans, les populations de référence des années intermédiaires étant quant à elles estimées par interpolation ou extrapolation. Pour la commune, le premier recensement exhaustif entrant dans le cadre du nouveau dispositif a été réalisé en 2004.
En 2022, la commune comptait 822 habitants, en évolution de +23,98 % par rapport à 2016 (Sarthe : −0,25 %, France hors Mayotte : +2,11 %).
| 1793 | 1800 | 1806 | 1821 | 1831 | 1836 | 1841 | 1846 | 1851 |
| ---- | ---- | ---- | ---- | ---- | ---- | ---- | ---- | ---- |
| 368  | 378  | 383  | 381  | 390  | 374  | 383  | 394  | 345  |

| 1856 | 1861 | 1866 | 1872 | 1876 | 1881 | 1886 | 1891 | 1896 |
| ---- | ---- | ---- | ---- | ---- | ---- | ---- | ---- | ---- |
| 326  | 326  | 305  | 322  | 320  | 300  | 328  | 326  | 290  |

| 1901 | 1906 | 1911 | 1921 | 1926 | 1931 | 1936 | 1946 | 1954 |
| ---- | ---- | ---- | ---- | ---- | ---- | ---- | ---- | ---- |
| 322  | 280  | 302  | 249  | 244  | 231  | 221  | 203  | 229  |

| 1962 | 1968 | 1975 | 1982 | 1990 | 1999 | 2004 | 2006 | 2009 |
| ---- | ---- | ---- | ---- | ---- | ---- | ---- | ---- | ---- |
| 227  | 210  | 276  | 274  | 308  | 365  | 463  | 547  | 643  |

| 2014 | 2019 | 2022 | - | - | - | - | - | - |
| ---- | ---- | ---- | - | - | - | - | - | - |
| 665  | 743  | 822  | - | - | - | - | - | - |

## Lieux et monuments
- Église Saint-Martin.
- Chapelle Sainte-Anne, bâtie au XIXe siècle[21].
- Nombreux fours à chanvre sur la commune.
- La plage de Souillé qui offre un panorama agréable sur la Sarthe et le moulin à eau restauré.
- Le pont Eiffel.

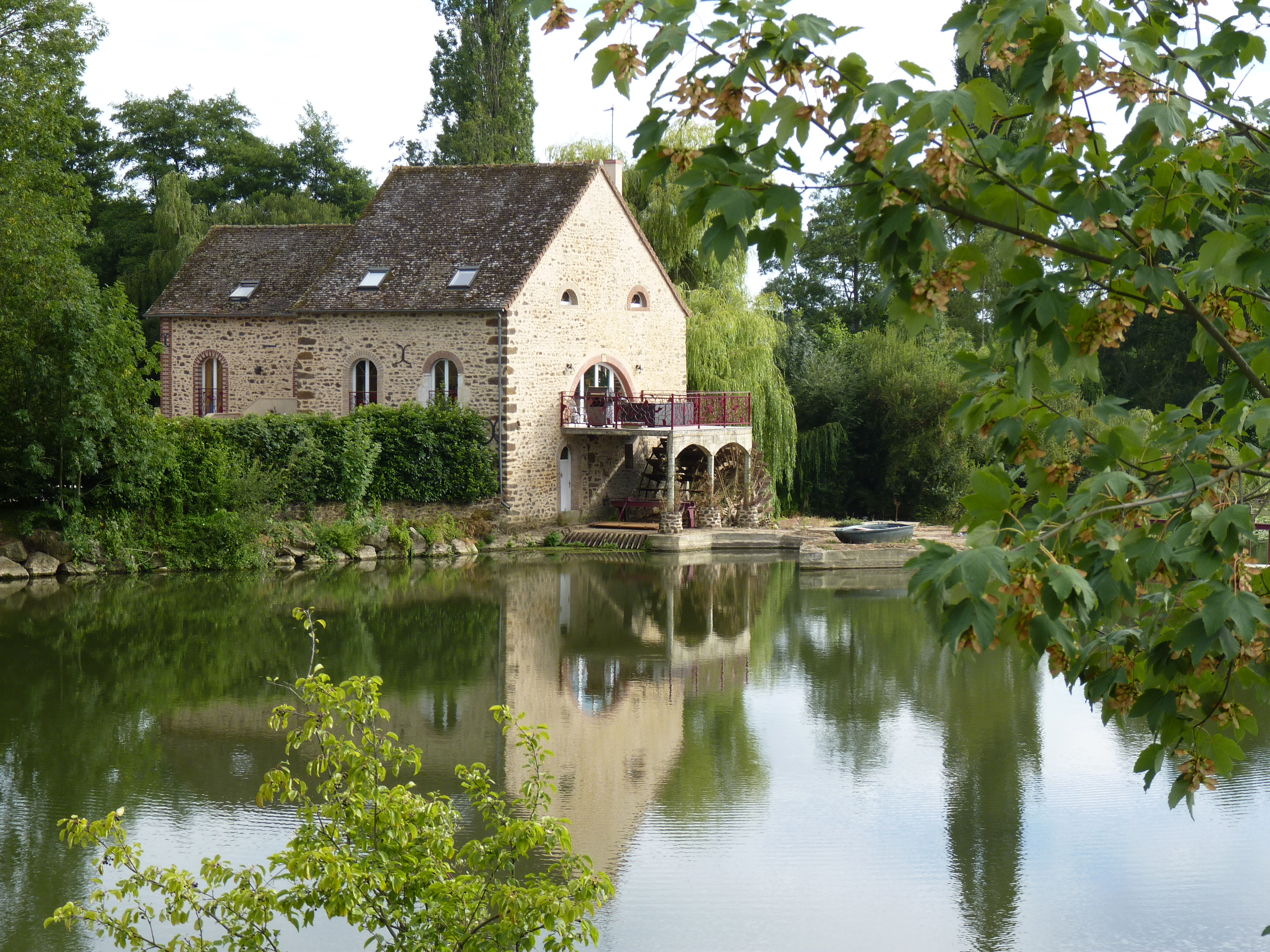
Moulin à eau.
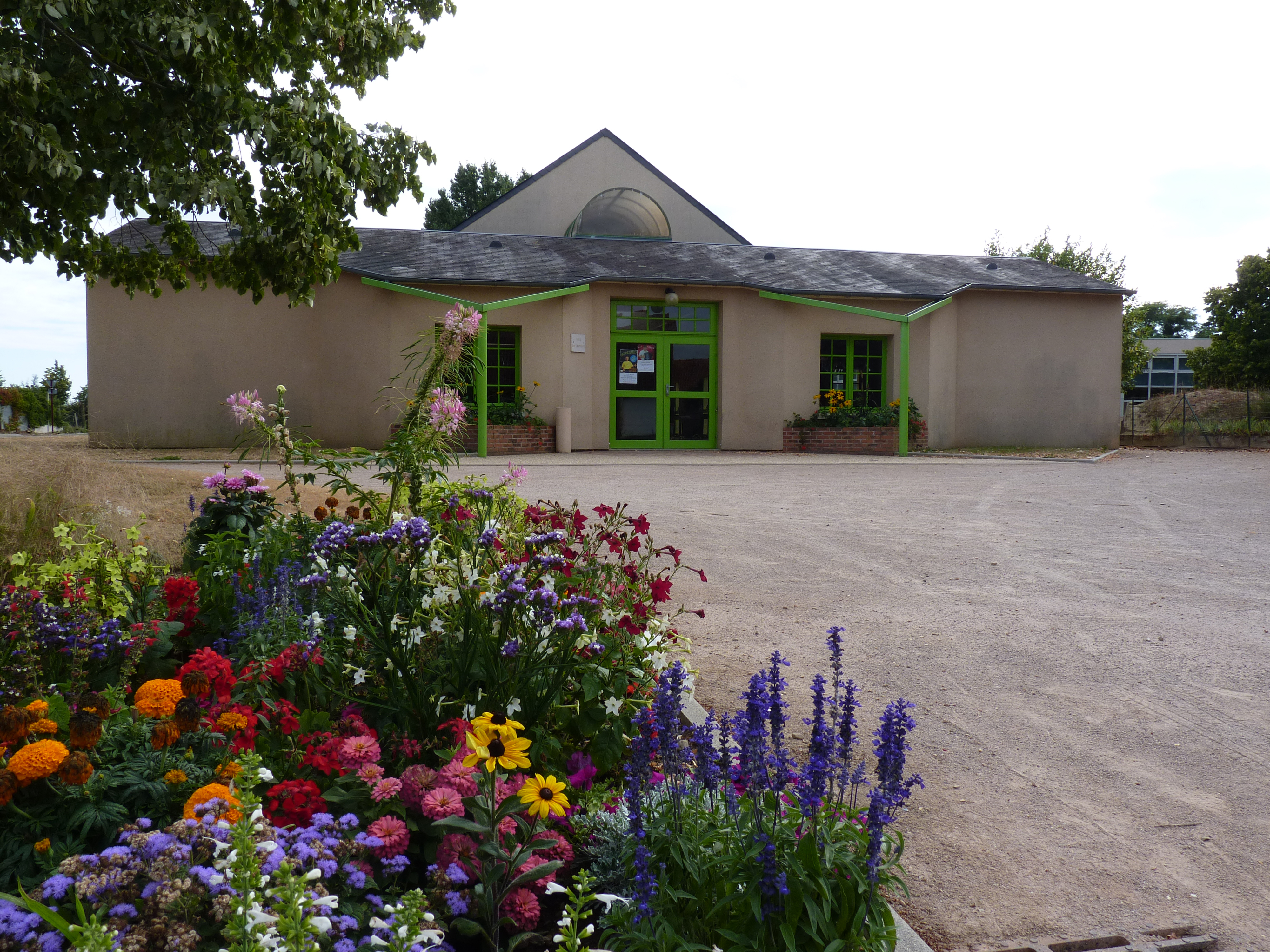
La salle des fêtes.

## Activité et manifestations
- Procession du 15-Août à la chapelle Sainte-Anne.
- Des circuits de randonnées pédestres, VTT, voire cavalières sont proposées.
- La pratique du canoé-kayak est possible au départ de la plage de Souillé.
- La fête de la pêche au mois de juin qui permet l'initiation des enfants du village.